# Mircea N. Sabău
Mircea N. Sabău (24 august 1934, Turda - 15 iunie 2009, Chicago, Illinois, S.U.A.), a fost om de știință român, fizician, doctor în Fizica Energiilor Înalte, profesor al Universității din Chicago și al Universității din Dallas.

## Originea și studiile
Descendent al Familiei Rațiu de Nagylak (Noșlac) din Turda, atestată în Transilvania la începutul secolului al XIV-lea și reînnobilată în anul 1625 de către principele Gabriel Bethlen. 
A fost fiul lui Victor și Silvia Sabău, nepot de frate al protopopului Coriolan Sabău. Mircea Sabău a urmat școala primară și Liceul din Turda, apoi a urmat cursurile Facultății de Fizică a Universității C.I. Parhon, București, 1952 – 1957. În adolescență și în tinerețe a avut de suferit, având ambii unchi dinspre tată, deținuți politici. Licențiat în Fizică Nucleară a lucrat la Institutul de Fizică Atomică din București, 1957 – 1970. În anul 1970 a obținut titlul de doctor în Fizica Energiilor Înalte. A fost cercetător principal la Institutul Unificat de Fizică Nucleară, Dubna, Rusia (URSS), 1970 – 1975.

## Activitatea științifică și profesională
Om cu înaltă pregătire științifică și culturală, adept al valorilor umane de respect pentru adevăr, dreptate, libertate și democrație, a devenit anticomunist convins. S-a refugiat în 1975 împreună cu familia, soția Carmen (născută Grigorescu) și fiica Isabella în Germania. A lucrat împreună cu soția, doctor în Radiochimie la Institutul de Cercetări Nucleare din Karlsruhe, iar de aici a plecat în S.U.A., la Laboratorul Național Argonne, Chicago, Secția de Fizică a Energiilor Înalte. Ulterior s-a specializat în Fizică Medicală. A fost profesor, timp de optsprezece ani, la Universitatea din Chicago și patru ani la Baylor Medical Center, Universitatea din Dallas. A publicat peste 150 de lucrări științifice în jurnale de specialitate și a prezentat aproximativ cincizeci de lucrări la conferinte și congrese internaționale.

## Promotor al culturii românești
După pensionare împreună cu soția, în anul 1998 s-au dedicat cu pasiune promovării culturii poporului român în lume, ca o continuare a muncii începute cu douăzeci de ani în urmă. Au devenit membri ai Academiei Româno-Americane de Arte și Științe (ARA), 1978. A fost „membru emeritus” al ARA. Începând cu anul 2010, a fost instituit Premiul pentru excelență „Prof. Dr. Mircea N. Sabău în Fizică și Chimie”, pentru cele mai bune lucrări în aceste domenii prezentate la congresele anuale ale ARA. Împreună cu soția și fiica din 2003, au dezvoltat și întărit secția Romania's Contributions to International Heritage din cadrul Rocky Mountain Modern Language Association (RMMLA), Societate pntru promovarea Culturilor Etnice. Prof. Dr. Mircea Sabău a fost membru al Biroului Director și Raportor ONU al Consiliului Mondial Român.
A fost un demn militant și apărător al Drepturilor Omului, exemplu de cinste, integritate și respect. În memoria distinsului om de știință și cultură, licențiat în fizică nucleară, doctor în fizica energiilor înalte și specialist în fizica medicală, prin grija familiei (soția Dr. Carmen și fiica Dr. Isabela) și a Societății Culturale FILARMONIA din Cluj, în data de 6.11.2010 în sediul Colegiului Național „Mihai Viteazul” din Turda, al cărui absolvent a fost Mircea Sabău, s-a dezvelit o placă memorială, numele lui a fost atribuit Laboratorului de Fizică, a avut loc un simpozion, a fost tipărită o carte poștală și s-a ținut o slujbă de pomenire. În semn de înalt omagiu, în 10 februarie 2010, Senatul celei de a 96-a Adunări Generale a Statului Illinois, a hotărât printr-o rezoluție, „Să păstreze un moment de reculegere pentru pierderea lui Mircea Sabău și pentru veșnica lui amintire, alături de familia și prietenii săi. O copie a acestei rezoluții a fost prezentată familiei, ca o expresie a deplinei simpatii”. S-a stins din viață la Chicago, iar cenușa se află pe altarul familiei, în camera neschimbată (2013), în care a suportat cu stoicism și curaj ultimele clipe din viață.

## A se vedea și
- Familia Rațiu
- Petru Racz
- Basiliu Rațiu
- Ioan Rațiu
- Viorel Tilea
- Nicolae Rațiu
- Augustin Rațiu
- Ion Rațiu
- Mircea-Dimitrie Rațiu
- Coriolan Sabău
- Ioan Mezei Câmpeanu
- Iuliu I. Mezei Câmpeanu
- Liviu Cigăreanu
- Biserica Rățeștilor din Turda
- Biserica Greco-Catolică din Teiuș

## Galerie de imagini

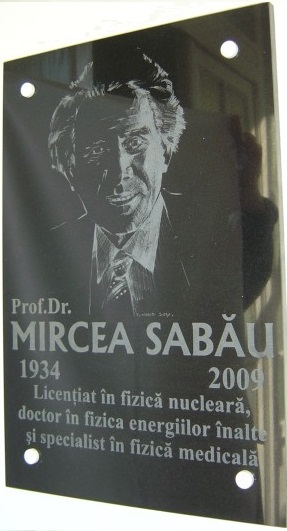
Placă memorială, Laboratorul de fizică, Colegiul Național Mihai Viteazul, Turda
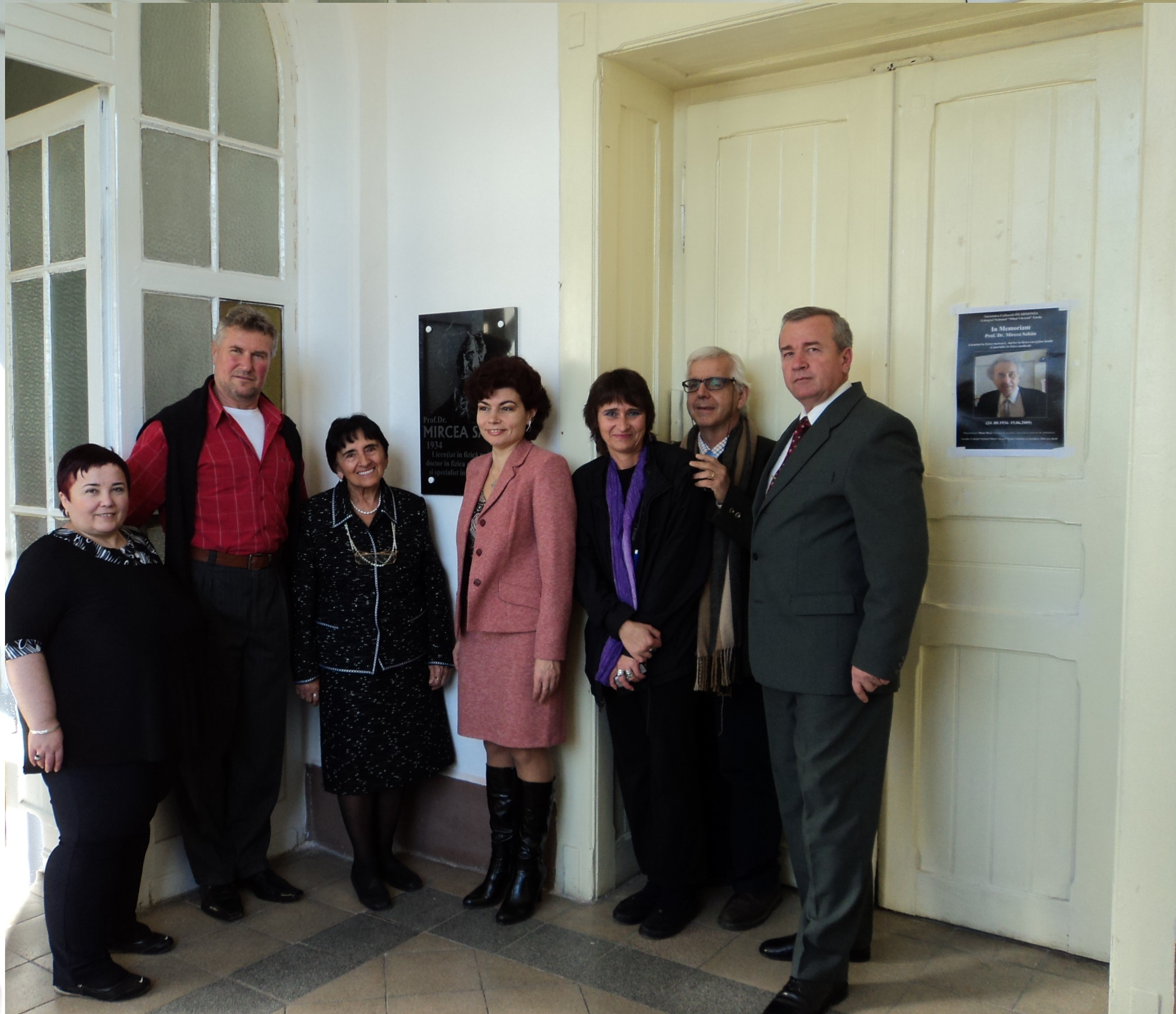
Laboratorul de fizică „Prof. Dr. Mircea Sabău”, Colegiul Național Mihai Viteazul, Turda
- Marele Arbore Genealogic al Familiei Ratiu de Noslac (Nagylak), fond pergament, actualizat la data de 20.09.2023